# Juan Jiménez Cerdán
Juan Jiménez Cerdán o Juan Ximénez Cerdán o Juan Giménez Cerdán (c. 1355 – c. 1435) fue un jurista aragonés que sirvió como Justicia del reino entre 1389 y 1423. Destacó asimismo como uno de los partidarios clave de Fernando de Antequera durante el Compromiso de Caspe.

## Vida
Fue hijo del también justicia Domingo Ximénez Cerdán, y de María Sanz de Aliaga. Su familia paterna era noble y eran señores de Sobradiel, Pinseque y otros lugares de la ribera del Ebro.
Antes de ser Justicia ya destacó en las Cortes Generales del Reino de Monzón del año 1390 aunque ya antes había ejercido como abogado fiscal. Como Justicia presidió las cortes de 1398 (en medio de la crisis sucesoria que enfrentó a Martín I de Aragón y Mateo I de Foix) y las de 1412 (en vísperas del Compromiso de Caspe). En las últimas apoyó los derechos de Fernando de Antequera.

## Conflicto con Alfonso V
Tras haber sido nombrado Justicia por Juan I y servir durante los reinados de Martín I y Fernando I, acabó enfrentándose a Alfonso V por la pretensión de este de nombrar baile general a Álvaro Garavito, que constituía en desafuero debido a que en el año 1300 se había promulgado un fuero que disponía que los oficiales del reino de Aragón debieran ser naturales del reino y Garavito había nacido en Castilla, al igual que Alfonso V,  y aunque el rey intentó orillar esta restricción con una orden real de 1417 en la que declaraba a Garavito aragonés, los cuatro brazos de las Cortes firmaron de derecho en contra del nombramiento, no admitiendo la maniobra real, y Cerdán prohibió a Garavito ejercer el cargo. Garavito ignoró la resolución del Justicia y usó el título que le había concedido el rey. 
En el cargo de baile general tuvo como lugarteniente a Martín Díez de Aux, que luego sería Justicia. Garavito estaba casado con Violante de Lanuza, unión de la que nació Inés Garavito de Lanuza, que se casaría con su tío el también futuro Justicia Ferrer de Lanuza y Gil de Castro.
En el año 1419 el rey decidió obligar a Cerdán a renunciar a su cargo, cosa que este había prometido hacer si el rey se lo pedía. Cerdán renegó de lo prometido y quiso permanecer en el cargo, ante lo que el rey promulgó una orden prohibiendo a Cerdán ejercer como Justicia y dejando el cargo vacante. No contento con esto, también le denunció como sodomita al arzobispo de Zaragoza. Cerdán recurrió a su propio tribunal y sus lugartenientes le dieron la razón. Tras esto, Cerdán fue también acusado de sustraer documentos oficiales. El caso se resolvió con la renuncia en 1420 del Justicia, a cambio de la retirada de todas las acusaciones y cargos en contra suya.
Como jurista destaca su autoría en 1435 a sus ochenta años de edad, por petición del entonces Justicia, Martín Díez de Aux, de una Carta o Letra intimada detallando la historia del Justiciazgo, que fue incluida en los Fueros y observancias de Aragón a partir de la recopilación impresa en 1496. Esta carta describe elementos que formaron parte de la base de los legendarios Fueros de Sobrarbe. Jiménez Cerdán describe así el origen del Justicia:

El officio del Iusticiado de Aragón (segun la opinion de todos los antiguos) fue trobrado de aquesta manera: Que como ciertas gentes hoviesen conquistado cierta partida del Regno de los infieles en las Montayas de Sobrarbe: é fuesen comunas no havientes Gobernador ni Regidor. É hoviessen entre si muytas questiones y debates ... E por aquella razon, los sobreditos Conquistadores del Regno de Aragon acordaron de esleyr Rey, pero que hoviessen un Iudge entre él é ellos, que hoviesse nombre Iusticia de Aragon. Es opinion de algunos: que antes eslieron al Iusticia, que no al Rey: é que de aquella condición lo eslieoron. De alli avant, toda vegada ha hovido Iusticia de Aragon en el Regno; é conosce de todos los feytos tocantes al señor Rey, assi demandando como defendiendo,

## Familia
Casó con María Pérez del Sou con quien tuvo ocho hijos:
- Jaime Jiménez Cerdán, señor de Agón.
- Juan Jiménez Cerdán.
- Gombaldo Jiménez Cerdán.
- Martín Jiménez Cerdán, obispo de Tarazona.
- Catalina Jiménez Cerdán, casada con Beltrán de Cosán, señor de Mozota.
- Martina Jiménez Cerdán, casada con Felipe de Urriés, señor de Ayerbe.
- Beatriz Jiménez Cerdán, casada con Juan de Luna, II señor de Ricla y IV de Villafeliche con quien tuvo a Juan de Luna,III señor de Ricla.[11]
- María Jiménez Cerdán, mujer de Ramón de Mur, baile general de Aragón.